# Davaadelger Oktyabri
Davaadelger Oktyabri (sinh ngày 5 tháng 6 năm 2000) là một cầu thủ bóng đá người Mông Cổ hiện tại đang thi đấu ở vị trí hậu vệ cho câu lạc bộ Deren FC tại Giải bóng đá ngoại hạng quốc gia Mông Cổ và Đội tuyển bóng đá quốc gia Mông Cổ.

## Sự nghiệp thi đấu quốc tế
Oktyabri đại diện cho Mông Cổ ở các cấp độ trẻ tại các giải Vòng loại giải vô địch bóng đá U-16 châu Á 2016, Vòng loại giải vô địch bóng đá U-19 châu Á 2018, và Vòng loại Cúp bóng đá U-23 châu Á 2022. Anh ra mắt quốc tế cho đội tuyển quốc gia nước này vào ngày 7 tháng 6 năm 2021, trong chiến thắng 1–0 trước Kyrgyzstan tại Vòng loại giải vô địch bóng đá thế giới 2022.

## Thống kê sự nghiệp

### Quốc tế
Tính đến 7 tháng 6 năm 2021
| Mông Cổ   | Mông Cổ | Mông Cổ   |
| Năm       | Trận    | Bàn thắng |
| --------- | ------- | --------- |
| 2021      | 1       | 0         |
| Tổng cộng | 1       | 0         |